# Bittium johnstonae
Bittium johnstonae är en snäckart som beskrevs av Bartsch 1911. Bittium johnstonae ingår i släktet Bittium och familjen Cerithiidae. Inga underarter finns listade i Catalogue of Life.